# 1. Panzerarmee (Rote Armee)
Die 1. Panzerarmee war ein gepanzerter Großverband der Roten Armee im Zweiten Weltkrieg. Sie wurde zweimal aufgestellt, zuerst im Juli 1942 bei der Stalingrader Front und zum zweiten Mal Anfang Februar 1943 bei der Nordwestfront. Ende April 1943 wurde sie der Woronescher Front zugeteilt, mit der sie an der Schlacht im Kursker Bogen, der Belgorod-Charkower Operation, der Schlacht um Kiew und der Dnepr-Karpaten-Operation teilnahm. Am 25. April 1944 erhielt sie den Garde-Status, ihre weitere Geschichte wird unter 1. Gardepanzerarmee beschrieben.

## Geschichte

### 1. Formation
Auf Grundlage der Direktive Nr. 994125 der Stawka vom 22. Juli 1942 wurde am 26. Juli unter Verwendung des Oberkommandos der 38. Armee die 1. Panzerarmee unter dem Befehl des damaligen Generalmajors Kirill Moskalenko gebildet. Sie unterstand der Stalingrader Front und hatte in ihrem Bestand zwei Panzerkorps (13. und 28.), eine unabhängige Panzerbrigade, zwei Schützendivisionen sowie Artillerie-, Pionier- und sonstige Einheiten. Sie nahm direkt nach ihrer Aufstellung zur Unterstützung der 62. Armee an der Kesselschlacht bei Kalatsch teil. Am 27. Juli wurde ihr zusätzlich das 23. Panzerkorps unterstellt.
Armeegliederung am 30. Juli 1942
- 13. Panzerkorps, Generalmajor Trofim Iwanowitsch Tanaschishin (6. Garde-, 13. und 254. Panzerbrigade sowie 38. motorisierte Schützen-Brigade)
- 28. Panzerkorps, Generalmajor Georgi Semenowitsch Rodin (39., 55. und 56. Panzerbrigade sowie 32. motorisierte Schützen-Brigade)
- 23. Panzerkorps, Generalmajor Abram Matwejewitsch Chasin (6., 114. und 130. Panzerbrigade sowie 9. motorisierte Schützen-Brigade)

Bereits am 4. August erging eine weitere Direktive der Stawka (Nr. 994140) dahingehend, dass zum 9. August aus dem Oberkommando der 1. Panzerarmee unter Andrei Jerjomenko eine neue Südostfront aufzustellen sei. Effektiv wurde damit die bisherige Stalingrader Front in zwei neue Fronten, eine neue Stalingrader Front und die Südostfront, aufgeteilt. In weiteren Direktiven wurde dieser Termin auf den 6. August vorgezogen, die 1. Panzerarmee hörte mit diesem Datum zu bestehen auf.

### 2. Formation
Auf Anordnung der Stawka vom 30. Januar 1943 wurde zum 7. Februar 1943 unter Generalleutnant Michail Katukow eine neue 1. Panzerarmee aus dem Oberkommando der 29. Armee aufgestellt, zunächst in der Reserve des Oberkommandos. Sie umfasste zu diesem Zeitpunkt das 6. Panzerkorps, das 3. mechanisierte Korps, eine unabhängige Panzerbrigade und drei Panzerregimenter, zwei Luftlandedivisionen, sechs Skijägerbrigaden und weitere Einheiten. Am 15. Februar wurde sie der operativen Gruppe Chosin der Nordwestfront zugeteilt. Ab März 1943 wurde sie dann bei Obojan südlich von Kursk versammelt und der Woronescher Front zugeteilt. Im Juni 1943 wurde sie durch weitere gepanzerte Einheiten, darunter das neugebildete 31. Panzerkorps, verstärkt.
Vom 5. bis 14. Juli nahm die Armee an der Kursker Panzerschlacht teil, wo sie von Truppen der deutschen 4. Panzerarmee unter Hermann Hoth angegriffen wurde und schwere Verluste erlitt.
| 3. mechanisiertes Korps | Generalleutnant Semjon Moissejewitsch Kriwoschein  | 3., und 10. mechanisierte Brigade, 1. Gardepanzer- sowie 49. Panzerbrigade |
| 6. Panzerkorps          | Generalmajor Andrei Lawrentjewitsch Getman         | 22., 112. und 200. Panzerbrigade, sowie 6. motorisierte Schützenbrigade    |
| 31. Panzerkorps         | Generalmajor Dmitri Chrissanfowitsch Tschernijenko | 100., 237. und 242. Panzerbrigade, sowie 65. motorisierte Schützenbrigade  |

Ab dem 12. Juli wurde sie durch die 5. Gardepanzerarmee Pawel Rotmistrows abgelöst, die in der Panzerschlacht bei Prochorowka den deutschen Vormarsch aufhielt.
Am 3. August begann die 1. Panzerarmee ihrerseits mit Unterstützung der 5. Gardepanzerarmee einen Großangriff, der auf die Wiedereroberung Charkows zielte (→ Belgorod-Charkower Operation). Die Stadt, die zuvor schon mehrfach Ort schwerer Kämpfe gewesen war, fiel am 23. August endgültig an die Rote Armee zurück. Die 1. Panzerarmee wurde anschließend zeitweilig in die Stawka-Reserve genommen und in den Raum Sumy verlegt. Ende November 1943 wurde sie per Zug in den Raum östlich von Kiew verlegt, um als Teil der 1. Ukrainischen Front in die „Kiewer strategische Angriffsoperation“ einzugreifen. Von Ende Dezember 1943 bis Mitte Januar 1944 nahm sie mit der 3. Gardepanzerarmee an der Schitomir-Berditschewer Operation teil, anschließend an der Einschließung einer starken deutschen Kräftegruppierung bei Korsun-Schewtschenkiwskyj (→ Kessel von Korsun). Von Anfang März bis Mitte April 1944 folgte die Beteiligung an der Proskurow-Czernowitzer Operation zusammen mit der 3. Gardepanzerarmee und 4. Panzerarmee. Auf Weisung des Volkskommissariats für Verteidigung vom 25. April erhielt die Armee schließlich den Gardestatus und wurde folglich in 1. Gardepanzerarmee umbenannt (zur weiteren Geschichte siehe dort).

## Befehlshaber
- Kirill Semjonowitsch Moskalenko – Juli bis August 1942
- Michail Jefimowitsch Katukow – Februar 1943 bis April 1944